# Night Must Fall
Night Must Fall (bra: A Noite Tudo Encobre) é um filme norte-americano de 1937, do gênero suspense, dirigido por Richard Thorpe  e estrelado por Robert Montgomery e Rosalind Russell.

## Produção
Cansado de fazer playboys inconsequentes e vazios, Robert Montgomery lutou contra Louis B. Mayer para conseguir o papel do assassino psicótico nesta adaptação da peça de Emlyn Williams. Mayer previa seu fracasso - e também o fracasso do filme, que não terminava com o chamado "final feliz", tradicionalmente imposto às outras produções da MGM.
A peça teve carreira curta na Broadway: somente 64 apresentações entre setembro e novembro de 1936, mas o produtor Hunt Stromberg aproveitou vários nomes do elenco para a versão cinematográfica -- Kathleen Harrison, Merle Tottenham, Matthew Bolton e, mais significativamente, Dame May Whitty. Aos 72 anos, a venerável dama do teatro inglês finalmente fazia sua estreia no cinema sonoro, após raras aparições nas telas entre 1914 e 1920. Sua atuação, como a vítima do psicopata, valeu-lhe uma indicação da Academia.
Louis B. Mayer errou redondamente em suas previsões: o filme foi um sucesso, fez o nome do diretor Thorpe e -- erro maior --, deu a Robert Montgomery a primeira de suas duas indicações ao Oscar, além de abrir-lhe novos horizontes profissionais.
Em 1964, a MGM produziu uma refilmagem, com Albert Finney, Mona Washbourne e Susan Hampshire, sob a direção de Karel Reisz.

## Sinopse
A inválida e ingênua Senhora Bramson contrata o charmoso Danny como acompanhante. No entanto, sua sobrinha Olívia desconfia que o rapaz esconde algum segredo. Quando surgem notícias de que há um assassino à solta, Olivia mais e mais se aproxima da verdade. O problema é que, a essa altura, ela já caiu na teia de Danny e está apaixonada por ele.

## Premiações
| Patrocinador                                  | Prêmio    | Categoria                                                                  | Situação  |
| --------------------------------------------- | --------- | -------------------------------------------------------------------------- | --------- |
| Academia de Artes e Ciências Cinematográficas | Oscar     | Melhor Ator (Robert Montgomery) Melhor Atriz Coadjuvante (Dame May Whitty) | Indicado  |
| National Board of Review                      | NBR Award | Melhor Filme Dez Melhores Filmes de 1937                                   | Escolhido |

## Elenco
| Ator/Atriz        | Personagem       |
| ----------------- | ---------------- |
| Robert Montgomery | Danny            |
| Rosalind Russell  | Olivia Grayne    |
| Dame May Whitty   | Senhora Bramson  |
| Alan Marshal      | Justin           |
| Merle Tottenham   | Dora             |
| Kathleen Harrison | Senhora Terrence |
| Matthew Bolton    | Belsize          |
| Eily Malyon       | Enfermeira       |
| E. E. Clive       | Guia             |
| Beryl Mercer      | Vendedora        |
| Winifred Harris   | Senhora Laurie   |